# José Such Ortega
José Such Ortega (Barbate, 9 de abril de 1927-Benidorm, 31 de julio de 2008 ) fue un jurista y político español, primer alcalde de Benidorm electo democráticamente tras el fallecimiento de Francisco Franco. Fue padre de la consejera de turismo y de Bienestar Social, Angélica Such, la cual fue del Partido Popular de la Comunidad Valenciana.

## Biografía
Fue investido alcalde de la ciudad de Benidorm en las de 1979 tras las listas de la Unión de Centro Democrático. Aunque no ganó el PSOE por pocos votos de diferencia, logró el mismo número de concejales y formó gobierno con la Agrupación Independiente de Benidorm, encabezada por Vicent Pérez Devesa. Sin embargo, hizo un gobierno de coalición con socialistas y comunistas. 
Tras la disolución de la UCD, decidió presentarse a las municipales de 1983, aunque esta vez bajo las siglas independientes de la AIB. En estas elecciones, ganadas por mayoría de los socialistas, la candidatura independiente sólo obtuvo un concejal, él mismo, pero debido al bajón de votos, dimitió en el acto y no volvió a ser edil de nuevo.  
Se retiró de la política y se dedicó a la abogacía.
Por último falleció de una afección pulmonar el 31 de julio de 2008 con 81 años en la ciudad de Benidorm. Recibiendo un funeral oficial en la iglesia de Sant Jaume y Santa Anna con la presencia de políticos como Eduardo Zaplana, Milagrosa Martínez, Gerardo Camps y Toni Mayor. El Ayuntamiento declaró dos días de luto y lo nombró hijo adoptivo de la ciudad. 